# Sarah Teubee
Sarah Teubee is een bestuurslaag in het regentschap Aceh Timur van de provincie Atjeh, Indonesië. Sarah Teubee telt 594 inwoners (volkstelling 2010).